# This American Life
This American Life é um programa de rádio norte-americano produzido em parceria com a Chicago Public Media e apresentado por Ira Glass. O programa é veiculado em uma série de rádios públicas dos Estados Unidos e está disponível, mundialmente, em episódios semanais de podcast. Uma produção de caráter jornalístico, também inclui memórias, ensaios e conteúdos de ficção. Seu primeiro episódio foi lançado em 17 de novembro de 1995.